# Sivanthipuram
Sivanthipuram é uma panchayat (vila) no distrito de Tirunelveli, no estado indiano de Tamil Nadu.

## Demografia
Segundo o censo de 2001,  Sivanthipuram  tinha uma população de 13,650 habitantes. Os indivíduos do sexo masculino constituem 49% da população e os do sexo feminino 51%. Sivanthipuram tem uma taxa de literacia de 81%, superior à média nacional de 59.5%: a literacia no sexo masculino é de 85% e no sexo feminino é de 77%. Em Sivanthipuram, 9% da população está abaixo dos 6 anos de idade.